# Trambulina Cioplea
Die Trambulina Cioplea ist eine Skisprungschanze der Kategorie K 65 in der rumänischen Stadt Predeal, welche heutzutage außer Betrieb ist.

## Geschichte
Im Jahr 1928 wurde mit der Trambulina Cioplea in Predeal die erste Schanze, eine K40–K45 gebaut. Sie wurde am 30. Januar 1929 eingeweiht. Die Schanze wurde von dem Schweizer Ingenieuren Straumann, bestand aus Stein und ließ Sprünge von um die 24 m zu.
Im Jahr 1986 wurde die Schanze dann umgebaut und zu einer 65-Meter-Schanze erweitert, welche nun nicht mehr aus Stein, sondern aus Stahl war. Eines der letzten Springen war die rumänische Meisterschaft 2004. Heutzutage ist die Schanze stillgelegt.

## Wettbewerbe
Auf der Trambulina Cioplea wurden mehrere rumänische Meisterschaften im Skispringen ausgetragen. In Predeal wurde die erste rumänische Meisterschaft im Jahr 1992 und die letzte im Jahr 2004 veranstaltet.
Die Einzelspringen der rumänischen Meisterschaften von 1992, 1993 und 1995 konnte Vasile Cosmeanu gewinne. Das zweite Einzelspringen im Jahr 1995 konnte Florin Spulber gewinnen. Das Einzelspringen 2001 konnte Mihai Pepene. Das Einzelspringen 2002 und die beiden Einzelspringen 2003 konnte Ciprian Ioniță gewinnen. Das letzte Einzelspringen einer rumänischen Meisterschaft im Skispringen konnte 2004 Csaba Magdo gewinnen.
Die Teamwettbewerbe, bei den rumänischen Meisterschaften, dominierte der Verein CS Dinamo Brașov. In den Jahren 1993 bis 1995 und in den Jahren 2002 bis 2004 konnte der Verein alle Teamspringen gewinnen und damit alle Teamspringen, welche auf der Trambulina Cioplea im Rahmen der rumänischen Meisterschaften ausgetragen wurden.